# Egensbach
Egensbach ist ein Gemeindeteil der Gemeinde Offenhausen im Landkreis Nürnberger Land (Mittelfranken, Bayern). Egensbach liegt in der Gemarkung Offenhausen.

## Geografie
Das Dorf Egensbach liegt im Talkessel des Aichabachs, eines linken Zuflusses des Hammerbachs, und ist – außer im Nordosten –, von Erhebungen der Hersbrucker Alb umrahmt. Eine Gemeindeverbindungsstraße führt nach Offenhausen zur Kreisstraße LAU 5 (1,5 km nordöstlich) bzw. nach Entenberg (2 km westlich).

## Geschichte
Erstmals urkundlich erwähnt wurde der Ort im Zusammenhang mit der Gründung des Klosters Engelthal durch den Reichsministerialen Ulrich II. von Königstein. In einer aus dem Jahr 1243 stammenden Urkunde Ulrichs II. von Königstein wurden die beiden Brüder Heinrich I. und Konrad von Egensbach als beglaubigte Zeugen der Klostergründung genannt. Die Endung des Ortsnamens auf -bach und die Anlage der Siedlung im Tal sind allerdings Merkmale einer früheren Entstehung, die im 9. Jahrhundert vermutet wird.
Der Name des Ortes wird als Siedlung des Egino am Bach gedeutet, womit wohl der Gründer der Ortschaft genannt ist. Es handelt sich um einen alten germanischen Vornamen, der vom althochdeutschen Wort Egin abgeleitet wird und Schwertspitze bedeutet. Eine wichtige Rolle bildete Egensbach als Etappenstation des Priesterweges, der von der Urpfarrei Offenhausen durch den Talkessel von Egensbach über den sich westlich anschließenden kleinen Sattel zu deren Tochterkirche in Entenberg führte. 
Während des 13. Jahrhunderts errichteten ortsansässige Ministerialen eine kleine Burganlage (Turmhügel Egensbach). Dieser Burgsitz wurde 1508 bei einem durch Verkauf bedingten Wechsel der Grundherrschaft über Egensbach letztmals erwähnt. Nur wenig später dürfte die Anlage verfallen sein, es existieren keine baulichen Reste.
Ein bedeutsamer Einschnitt in der Ortsgeschichte erfolgte 1504 während des Landshuter Erbfolgekrieges. In diesem Jahr wurde das Dorf wie viele andere Orte der Umgebung von den Truppen der Reichsstadt Nürnberg besetzt. Mit dem Friedensschluss ein Jahr später gelangte es endgültig in den Besitz Nürnbergs und gehörte für knapp drei Jahrhunderte zu dessen Landgebiet. Während der Zerfallsphase des Alten Reiches wurde es 1806 zusammen mit den umliegenden Ortschaften vom Königreich Bayern in Besitz genommen.
Mit dem Gemeindeedikt von 1818 verlor die Realgemeinde Egensbach ihre Eigenständigkeit und wurde zusammen mit ihrem Ortsteil Birkensee der neu gebildeten Ruralgemeinde Offenhausen zugeordnet.

## Wirtschaft
In Egensbach befindet sich keine Industrie. 
Neben einigen Handwerksbetrieben gibt es ein Gasthaus.